# Кинозвезда в погонах
«Кинозвезда́ в пого́нах» (англ. Major Movie Star; в США фильм вышел под названием Private Valentine: Blonde & Dangerous) — комедия 2008 года режиссёра Стива Майнера с Джессикой Симпсон в главной роли.

## Сюжет
Меган Валентайн — кинозвезда с внешностью Барби. Она снимается в фильмах, купается в роскоши, и, как у любой звезды, у неё есть свои капризы. В один момент она теряет все, в том числе, возлюбленного и деньги. Пытаясь уйти от проблем и разобраться в себе, Меган решает пойти добровольцем в армию, где её будет ждать много нового.

## В ролях
| Актёр            | Роль                    |
| ---------------- | ----------------------- |
| Джессика Симпсон | рядовая Меган Валентайн |
| Вивика А. Фокс   | сержант Луиза Морли     |
| Стив Гуттенберг  | Сидни Грин              |
| Айми Гарсиа      | рядовая Вики Кастилло   |
| Олеся Рулин      | рядовая Петрович        |
| Кейко Аджена     | рядовая Хэйли Хамамори  |
| Джилл Мари Джонс | рядовая Конни Джонсон   |
| Райан Сипек      | сержант Миллз Эванс     |
| Шери Отери       | рядовая Джетер          |
| Гэри Граббс      | капитан Грир            |
| Джонсон Брайс    | Дерек O’Грэди           |
| Кэти Чоконас     | Эмбер                   |
| Энди Милонакис   | Джо Кидд                |
| Майкл Хичкок     | Найджел Крю             |
| Трэвис Шульдт    | Гаррисон                |
| Курт Фуллер      | Барри кузен             |